# Pusiola aureola
Pusiola aureola là một loài bướm đêm thuộc phân họ Arctiinae, họ Erebidae.